# 保志学
保志 学（ほし まなぶ、1951年8月27日 - ）は、日本の放送作家、構成作家、演芸評論家。大阪市出身。本名は高木敬二。

## 略歴
1970年（昭和45年）大阪市立高校卒業。在校中に落語研究会を創設。竹々亭松梅を名乗る。後に、古典落語鑑賞会の解説者として関西の中学・高校60校を巡る。天満天神繁昌亭の募金呼びかけ人の1人。彦八まつりの企画を第一回から手がける。扇納祭は保志の企画。
1974年（昭和49年）桃山学院大学社会学部卒業。
すぐに上新電機（株）に社内報編集担当として勤務。併せて社員会事務局を担当しながら社内報編集。社員会が母体になり労働組合を結成、専従に就く。学生時代から、作家・池上義一氏の主宰する文芸同人誌「わが仲間」に所属、文学修業に励む。同人に後に芥川賞を受賞した宮本輝、国語教育学者の長崎伸仁、詩人の太田充広らがいる。上新電機労働組合は最後は専従書記長で退職。1年後、経営コンサルタント会社、ユート・ブレーンに入社し、統括マネージャーとなる。
1986年（昭和61年）より、業界紙の編集長を経て、1988年（昭和63年）にMBSテレビ放送の「はやおきワイド530」で放送作家デビュー。翌年の1989年（昭和64年）に毎日放送より本格的に活動。昼2時からの「ワイドYOU」の構成に携わる。
以降は、テレビ・ラジオ番組の構成、新聞原稿の執筆を手懸ける。傍らで医学などの専門学分野を始めとした各方面の業界関連の書籍執筆も行なっている。

## 代表作

### テレビ番組
- はやおきワイド530（MBSテレビ）
- ワイドYOU（MBSテレビ）
- モーニングEye（TBS）
- フレッシュ!（TBS）
- スーパーワイド（TBS）

他には
- ブロードキャスター（TBS）
- サンデーモーニング（TBS）

などの報道番組の大阪府担当をほぼ1人で行なっていた。

### ラジオ番組
- 西川のりおの本気でほんま（ラジオ大阪）
- 徳さんのジンジンラジオ（ラジオ大阪）

### 著書・新聞連載
- 大阪落語ウオッチング（羊書房　1987年1月1日発行）ISBN 4881701037
- 総額一億円 あっと驚く秘宝展（リトル・ガリヴァー社　1997年7月1日発行）ISBN 4795203571
- 上方落語考究―笑いの世界、咄と噺のはなし（鳳書院　2013年6月24日発行）ISBN 4871221768
- 吉本せいの生涯（監修：宝島社　「わろてんか」の関連ムック本）
- 楽屋ここだけの話 （夕刊フジ）
- 聞き書き　三代目桂春團治艶ざんげ（41回連載　夕刊フジ）
- テレビを覗く （日刊スポーツ）

#### 編著
- 遺作 横山やすし日記―浪速男の意地、笑い、涙（双葉社、1997年1月）ISBN 457528680X

## その他
学生時代にFM大阪の番組「虹のファンタジー」（出演：楠年明・冨田良子）で、朗読詩を書いていた。
後にその折の作品と、音楽雑誌「音楽の街」に書いた詩や「zensen詩人」に発表した作品を集め「高木敬二詩集　彩る子らへ」（歩牛社刊）を発刊している。
また、民音落語会のパンフレットに上方落語家の解説文を書く他、演歌歌手のコンサートのパンフレットにも解説文を書いており、その関係から1970年代には演歌の解説を一時期担当していたことがある。
一方で放送業務を離れてからは、週刊新潮や週刊大衆ならび夕刊フジなどへ（放送作家・演芸評論家として）関西演芸人逝去の報にコメントしている。
2020年10月9日、毎日放送のニュース内で親子2代にわたり創価学会員であることを明らかにした。この時に自身が学会員を辞め、創価学会を退会したことを明かしている。